# Willem Hendrik Jacob van Westreenen van Tiellandt

Baron Willem van Westreenen van Tiellandt, Jean-Baptiste Sabatier-Blot, 1841

Willem Hendrik Jacob van Westreenen van Tiellandt, född 2 oktober 1783 i Haag, död där 22 november 1848, var en nederländsk baron och kulturhistoriker.
Westreenen van Tiellandt var verksam som kunglig bibliotekarie i Haag. Han författade bland annat Essai sur les anciens ordres de chevalerie (1807), Verhandeling over de uitvinding der boekdrukkerkunst (1809), i vilken han försvarade Haarlems och Laurens Janszoon Costers prioritet, och Korte schets van den voortgang der boekdrukkunst in Nederland (1829) samt Verslag der nasporingen omtrent de oorspronkelijke uitvinding en het vroegste gebruik der stereotypische drukwijs (1833), i vilket arbete han hävdade åt staden Leiden äran av första idén till boktryckande med stereotyper. 
Westreenen van Tiellandts efter hans frände Johan Meerman (1753-1815) förvärvade stora bibliotek och hans privata samlingar av manuskript, sällsynt tryck, antika mynt och fornsaker övergick efter hans död i nederländska statens ägo och förvaras i det genom testamente av Westreenen van Tiellandt till denna överlåtna Museum Meermanno-Westreenianum i Haag.